# Усановка (Пермский край)

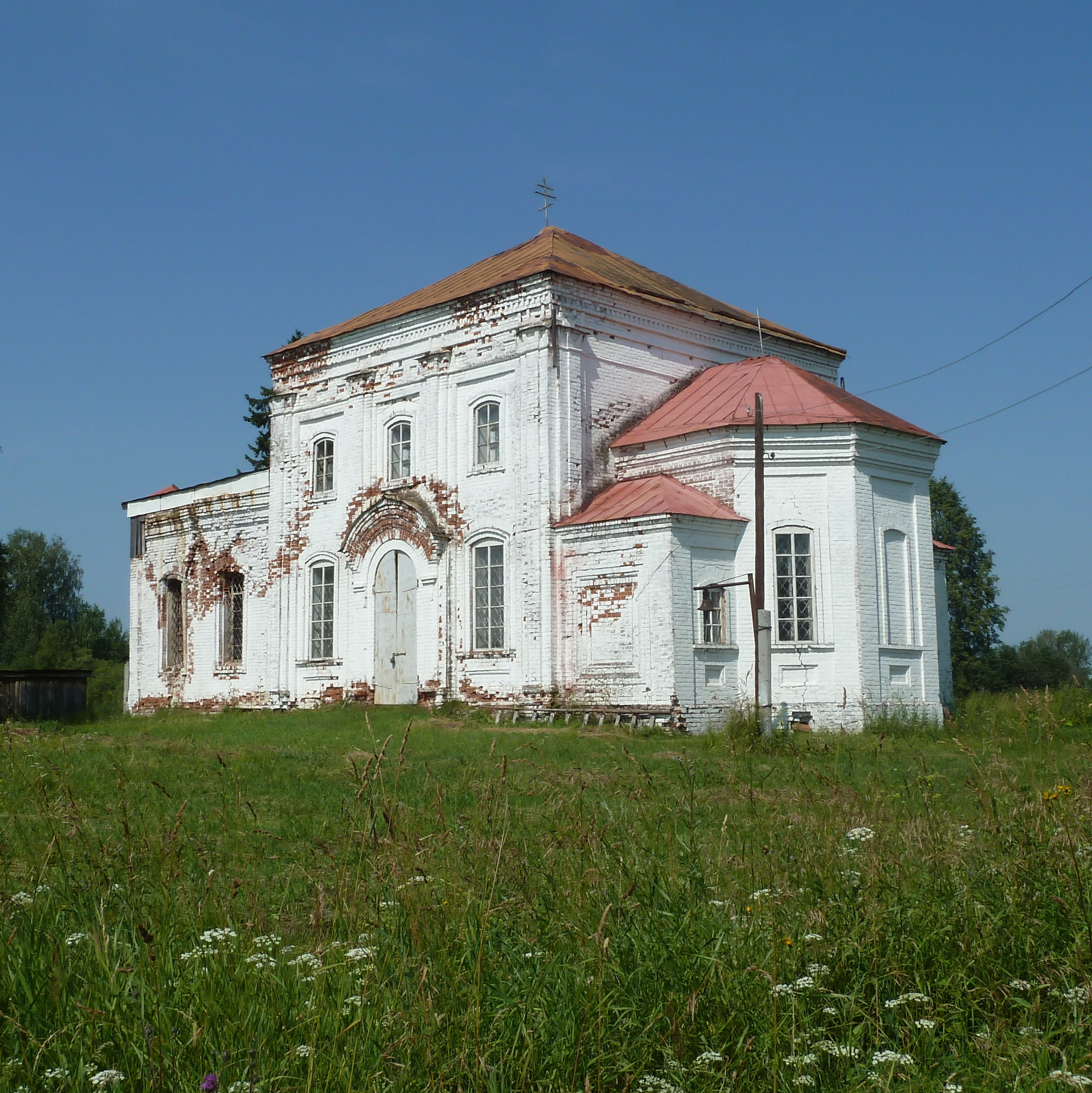
Церковь

Уса́новка — село в Уинском районе Пермского края. Входит в Судинское сельское поселение.

## География
Расположено в 8 км к северо-западу от центра сельского поселения, села Суда, на левом берегу реки Ирень, при впадении в неё речки Усановки.